# Besenyszögi fegyveres rablás
A besenyszögi fegyveres rablást a 2008–2009 közti romagyilkosságok három elkövetője hajtotta végre. A későbbi gyilkosságsorozat során használt fegyvereket egy rendőrségi akciót színlelve szerezték be 2008. március 7-ére virradó éjszaka Kiss Árpád, öccse Kiss István, valamint harmadik társuk, Pető Zsolt. Bár feltételezhetően rajtuk kívül még egy személy is részt vett ebben a cselekményben, kilétét azonban az eljárás során nem sikerült megállapítani.

## Az előkészületek
A fegyverek tulajdonosa Besenyszögön, a Nefelejcs utcában lakott feleségével, valamint két kiskorú gyermekével. 2007. év novemberében a legálisan tartott Franchi M610 VSL gyártmányú, 12/76 kaliberű öntöltős sörétes vadászlőfegyverének eladása mellett döntött, ezért több fórumon is eladásra kínálta azt. Az eljárás során meg nem állapítható módon és időben a vádlottak rátaláltak a sértett által eladásra szánt Franchi típusú sörétes lőfegyver hirdetésére.
A hirdetés révén Kiss Árpád, Kiss István és Pető Zsolt tudomást szereztek a sértett lakóhelyéről, majd együttesen arra az elhatározásra jutottak, hogy erőszakkal szerzik meg tőle a hirdetésben látott sörétes puskát. Rablási tervükbe vélhetően beavattak egy negyedik személyt is. Tervük végrehajtásához megfelelő előkészületeket hajtottak végre. A sértett ellenállásának megtörése érdekében egy Parabellum maroklőfegyvernek látszó tárgyat, valamint egy keskeny csövű, a második világháborús Luger típusú pisztolyhoz hasonlító tárgyat vittek magukkal. Azt az eljárás során nem lehetett megállapítani, hogy ezek a „fegyverek” honnan származtak. A házban tartózkodó személyek megkötözéséhez előkészítettek kettő darab ezüstszürke színű, széles ragasztószalagot, a behatoláshoz egy feszítővasat, emellett megfelelő ruházatot, továbbá fekete színű símaszkokat, kesztyűket, bakancsokat is előkészítettek. Pető Zsolt egy fekete színű, M TRAMP feliratú, 45-ös kereskedelmi számozású bakancsot viselt.
Egy nappal a támadás előtt az egyik elkövető a Debrecenhez közeli Újfehértó egyik telefonfülkéjéből hívta fel a sértettet. Aziránt érdeklődött, hogy megvan-e még a fegyver. Mikor igenleges választ kapott, és meggyőződött arról, hogy a fegyver még a sértett tulajdonában van, nem foglalkozott a többi részlettel (pl. átíratás), hanem megszakította a hívást.
A négy férfi 2009. március 6. napjáról 7. napjára virradóan, éjfél környékén érkezett, egy meg nem állapítható személy használatában lévő, világos színű, diesel üzemű, tolóajtóval szerelt gépjárművel Besenyszögre. A járművel a Nefelejcs utca 15. számú ház környékén álltak meg, majd a három vádlott kiszállt, és gyalog közelítették meg a 10 számmal odébb lévő házat. A negyedik, ismeretlen társuk a gépkocsiban várakozott. Kiss Árpád a Parabellumnak látszó, míg öccse a Luger típusú, pisztolynak látszó tárgyat és egy-egy ezüstszürke színű ragasztószalagot, Pető Zsolt pedig a feszítővasat vitte magával. Mindhárom vádlott fejére húzta a magával vitt fekete színű, kötött símaszkot, mely csak a szemrésznél volt kivágva, kesztyűt is viseltek. A sértettek az otthonukban tartózkodtak, és a késő éjszakai órán már mindannyian aludtak.
G. Csaba, a fegyverek tulajdonosa a konyhával átellenben, a folyosóról balra nyíló első szobában, a nappaliban feküdt le aludni. A televíziókészüléket nem kapcsolta ki, így annak fénye világított. Felesége és kisebbik lánya a nappali mellett lévő, a bejárattól távolabb eső hálószobában, míg a nagyobbik lánya az egyik emeleti szobában aludt.

## A rablás
G. Csaba az ajtó befeszítésének zajára éppen ébredezett, megpróbált felkelni az ágyból, az ajtó felé nézett, ahol meglátta a két símaszkos alakot. Kiss Árpád és Pető Zsolt voltak azok, akik a szobába benéztek, és amikor meglátták az éppen felkelni készülő sértettet, azonnal beléptek és azt kiáltották: „Rendőrség! Földre! Hol rejtegeted a fegyvert?”, majd mindketten megragadták a sértettet, és lerántották az ágyról. Az álmában meglepett, a váratlan támadás ellen védekezni egyáltalán nem képes sértettet a támadói a földön hasra fektették. Kiss Árpád volt az, aki a már hason fekvő sértettet leszorította, illetve a nyakára térdelt és a „Parabellum” kinézetű, lőfegyvernek tűnő fémes tárgyat a tarkójához nyomta. Eközben Pető Zsolt a kezeit hátulról azonnal összekötözte. Közben folyamatosan azt mondogatták neki, hogy forduljon a hasára, és ne mozogjon.
Pető Zsolt azt mondta a sértettnek, hogy rendőrségi akciót hajtanak végre, ugyanekkor Kiss Árpád azt kérdezte tőle, hogy hol rejtegeti a fegyverét. E szavak hallatán, valamint a támadók összehangolt és szakszerűnek látszó fellépésének hatására a sértett először abban a hitben volt, hogy rendőri intézkedés zajlik az otthonában. A sértett nem akart ellenszegülni a rendőröknek hitt támadóinak, ezért elmondta, hogy a fegyverszekrényben tárolja a legálisan tartott fegyvereit, és közölte, hol van a házban a fegyverszekrény. Azt is megmondta, kik vannak még otthon a lakásban, és melyik szobában tartózkodnak.
A családfő ártalmatlanná tétele után Kiss István benyitott a hálószobába. Bal kezében tartotta a vékony csövű, pisztolynak látszó tárgyat, míg jobb kezével felkapcsolta a villanyt. Ekkor meglátta az éppen kifelé induló feleséget. A villanyt azonnal lekapcsolta, az ajtót behajtotta, és felszólította a sértett feleségét, hogy feküdjön vissza az ágyába arccal a fal felé, és maradjon csendben. A bejárati ajtó feszegetésének és betörésének hangjaira felébredő idősebbik lány járkálást és egy nagyobb puffanást hallott a földszintről, ezért lejött az emeletről. Amikor a lépcsőről leérve belépett az előtérből nyíló étkezőbe, szembetalálta magát két símaszkot viselő behatolóval, akik közül az egyik szorosan karon ragadta és bevezette a nappaliba, majd ráparancsolt, hogy feküdjön az ágyra.
A sértett az először rajta térdelő, majd végig mellette guggoló és a Parabellum maroklőfegyvernek látszó tárggyal a kézben rá vigyázó Kiss Árpád felszólítására elárulta, hogy a fegyverszekrény kulcsát a konyhaszekrény szélső fiókjában tárolják. Mikor a sértett tisztázni próbálta az akkor még rendőröknek hitt személyekkel a helyzetet, elmondta, hogy mindegyik fegyver tartására van engedélye, és hogy a papírokat a lakás melyik részében tárolják. Erre az egyik vádlott közölte, hogy nem kellenek nekik papírok. A kulcsot Pető Zsolt találta meg a konyhaszekrény fiókjában és megpróbálta a lemezszekrény ajtaját kinyitni. Az alsó zárat ugyan sikerült kinyitni, de a felső zárban a kulcs elakadt. Pető Zsolt ezért kifeszítette a fegyverszekrény ajtaját a feszítővassal, majd az ott talált fegyvereket kivette a szekrényből. Azt követően, hogy a sértetteket megkötözték, valamennyien távoztak a házból, majd röviddel később elhagyták a helyszínt. A rablás legfeljebb 7-8 percig tartott. A sértett elmondása alapján az elkövetők körülbelül negyed 1-kor érkeztek, fél 1-kor G. Csaba pedig már a rendőrséget hívta.

## Az elrabolt fegyverek listája

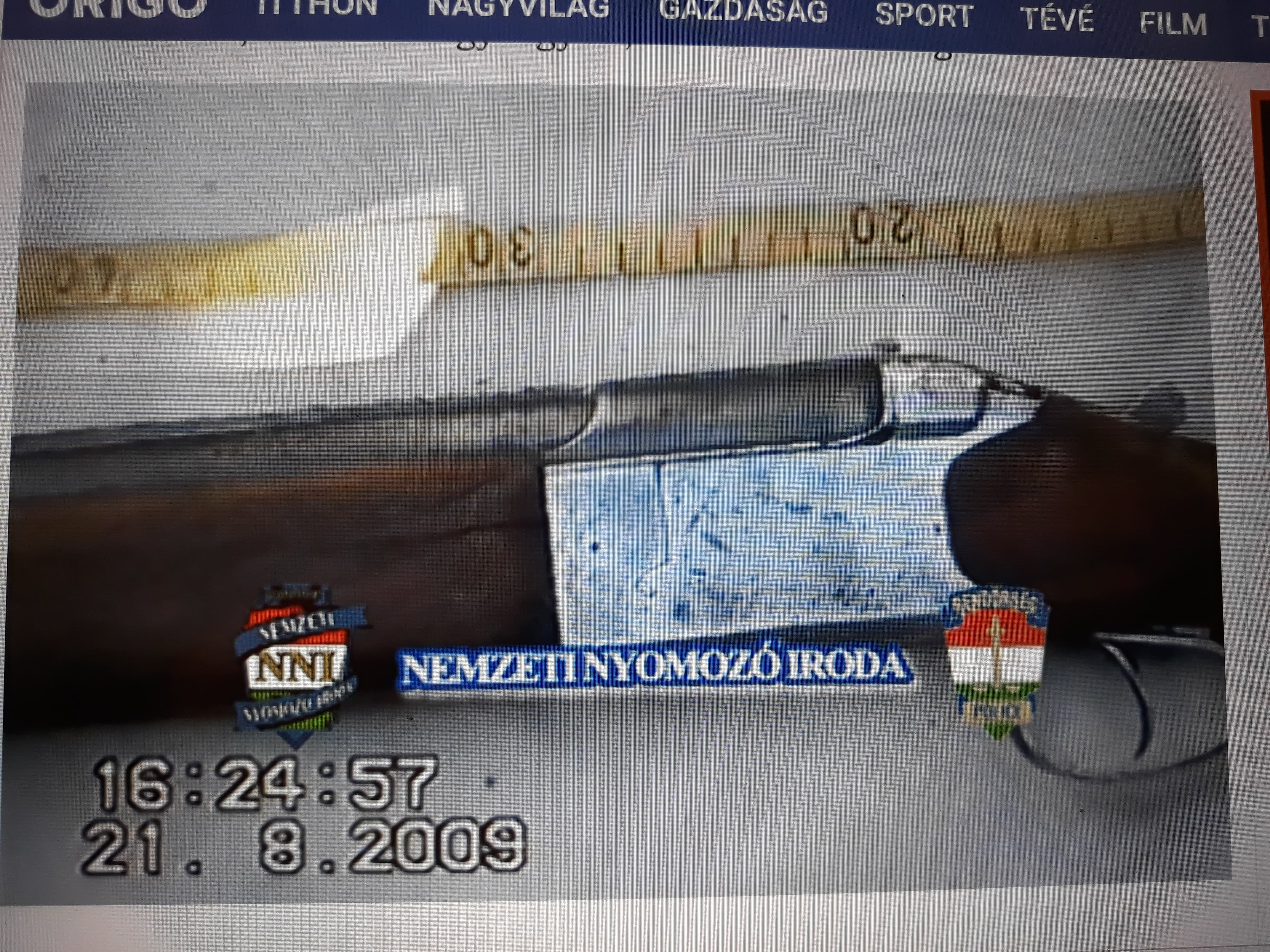
A Franchi M 610 VSL típusú vadászpuska

Az alábbi fegyvereket rabolták el az akcióban:
1. 1 db Mauser gyártmányú, 7x64 mm kaliberű, 98-006396 gyári számú golyós vadászpuskát a rajta lévő Swarovski típusú céltávcsővel és tartozékokkal, melynek értéke kb. 460000 Ft;
2. 1 db Fabarm MAX2 Bock típusú, 12/76 mm kaliberű,2036267 gyári számú, duplacsövű sörétes vadászpuskát a tartozékaival, kék színű gyári műanyag tokban, melynek értéke kb. 300000 Ft;
3. 1 db Franchi M610 VSL típusú, 12/76 mm kaliberű,AH 005763/EK-0922 gyári számú félautomata sörétes vadászpuskát, melynek értéke kb. 130000 Ft;
4. 1 db FÉG Bock típusú, 12/70 mm kaliberű, B-6583 gyári számú sörétes vadászpuskát, melynek értéke kb. 40000 Ft;
5. 1 db IZS-58 MHE típusú, 12/70 mm kaliberű, duplacsövű, K-10558 gyári számú sörétes vadászpuskát, melynek érteke kb. 30000 Ft;
6. 1 db BRNO M2E típusú, 22 mm Longrifle kaliberű, cseh gyártmányú, 430191 gyári számú golyós puskát, melynek értéke kb. 40000 Ft;
7. 1 db IZS-58 típusú, 16/70 mm kaliberű, egymás melletti duplacsövű, B-16508 gyári számú sörétes vadászpuskát, melynek értéke kb. 30000 Ft;
8. 15 db 7x64 mm kaliberű cseh gyártmányú golyós lőszert, valamint kb. 10 db, különböző sörétszemmel töltött magyar gyártmányú, NIKE zöld hüvelyű sörétes lőszert.

Az elrabolt fegyverek értéke összesen: 1030000 Ft. A rablást követően az összes fegyverből kireszelték az azonosító számokat, két fegyver csövét levágták, tusukat átalakították, a félautomata puskára pedig fegyverlámpát szereltek.

## A nyomozás
A rablás után egy hónappal a rendőrség félmillió forintos nyomravezetői díjat tűzött ki. Mivel senki sem szolgált használható információval - a környéken lakók semmit sem érzékeltek a történtekből - a rendőrség 2008 júliusában lezárta a nyomozást azzal, hogy az elkövetők kiléte nem állapítható meg. Az ügy aktáit csak azután nyitották meg újra, hogy a rendőrség 2009 augusztusában a Debreceni Perényi1 nevű szórakozóhelyen elfogta a romagyilkosságok feltételezett elkövetőit, és az elrabolt fegyvereket egy fal mögötti rejtekhelyen megtalálták. A besenyszögi vadász így a több mint egy évig tartó támadássorozat közben nem tudhatta, hogy a fegyverszekrényéből elvitt puskákkal követik el a gyilkosságokat, bár a rendőrség egyszer megkereste azzal, hogy tud-e a tőle elrabolt puskákból származó hüvelyeket mutatni. Az egyik távcsöves puskához tartozó hüvelyeket át is adta a rendőröknek, de azok arra jutottak, hogy nincs egyezés, nem az ezekhez tartozó puskákat keresik. Azt nem árulták el neki, hogy milyen bűncselekmény miatt nyomoznak.

## A büntetőper
A négy debreceni férfi elfogását követően megállapították, hogy a Kiss testvérek és Pető Zsolt negyedik társa a rablásnál nem Csontos István volt. A negyedik elkövető kilétét a mai napig nem sikerült beazonosítani. A tárgyaláson a Kiss testvérek azt állították, hogy a fegyvereket Pető Zsolt szerezte be saját kapcsolatai révén, és hogy a rendőrség, valódi tettesek híján ezt a bűncselekményt is rájuk akarta kenni. Pető Zsolt azonban, ahogy a tárgyaláson mindent, végig tagadott. Az elsőfokú bíróság Kiss Árpád, Kiss István és Pető Zsolt büntetőjogi felelősségét ezen cselekmény vonatkozásában 2 rendbeli rablás bűntettében (1978. évi IV. törvény 321. § (1), (3) bekezdés a) és c) pont: "felfegyverkezve, csoportosan elkövetett rablás"), lőfegyverrel és lőszerrel való visszaélés bűntettében (1978. évi IV. tv. 263/A. § (1) bekezdés a) pont: "Aki lőfegyvert vagy lőszert engedély nélkül [...] megszerez, tart"), valamint haditechnikai termékkel való visszaélés bűntettében (1978. évi IV. tv. 263/B. § (1) bekezdés b) pont: "Aki olyan haditechnikai terméket, amelynek forgalmát jogszabály tiltja, előállít, megszerez, felhasznál, tart") állapította meg. Az utóbbi két bűntett a gyilkosságsorozat egészét lefedi, a bűncselekmény a rablás napjával kezdődött, és az elkövetők elfogásával ért véget 2009 augusztusában, mivel az elkövetők elfogásuk napjáig birtokukban tartották ezeket a fegyvereket, veszélyt jelentve ezzel a közbiztonságra. 
Az elítéltek fellebbezésükben kifogásolták, hogy az elsőfokú bíróság haditechnikai termékkel való visszaélés bűntettében is elmarasztalta őket, tekintettel arra, hogy az ügyészség vádiratában nem szerepelt ez a vádpont, ezért az elsőfokú bíróság a vádon túlterjeszkedve állapította meg a bűnösségüket. Az ügyészség álláspontja szerint azonban nem jelent vádon túlterjeszkedést a további minősítés megállapítása, mert a vádirati tényállásban szerepeltetett, haditechnikai terméknek minősülő lőszerek (a 2005. évi CIX. tv. mellékletében szereplő lőszerek) ugyanúgy engedélykötelesek, mint a lőfegyvernek és lőszernek minősülő termékek, ezek csak egy speciálisabb jogszabály hatálya alá tartoznak, ezáltal másik, önálló bűncselekmény megállapítására alkalmasak.
A másodfokú bíróság nem osztotta az elsőfokú bíróság álláspontját abban a tekintetben, hogy a vádlottak közbiztonság elleni cselekménye megvalósítja a haditechnikai termékkel való visszaélés bűntettét, tekintettel arra, hogy a töltények megszerzése és tartása - miután az a haditechnikai termékek gyártásának és a haditechnikai szolgáltatások nyújtásának engedélyezéséről szóló 2005. évi CIX. törvény tilalmába ütközik. Az elsőfokú bíróság által hivatkozott jogszabály ugyanis a haditechnikai termékek gyártásának és a haditechnikai szolgáltatások nyújtásának engedélyezéséről szól. Az 1.§ c), d) és e) pontja alapján megállapítható, hogy a törvény mellékletében felsorolt termékek előállítása, átalakítása, készletezése, forgalmazása, javítása, szét- és összeszerelése, hatástalanítása, megsemmisítése stb. engedélyhez kötött. Az 1978. évi IV. tv.  263/B.§-ból következik, hogy az, hogy a felsorolt lőszerek haditechnikai eszköznek minősülnek és így gyártásuk, forgalomba hozataluk engedélyhez kötött, nem jelenti egyben azt is, hogy a termékek forgalmát jogszabály tiltaná, ezért a vádlottak közbiztonság elleni cselekményét egységesen lőfegyverrel és lőszerrel való visszaélésnek minősítette.
A másodfokú bíróság az első három vádlott vonatkozásában megállapította az 1978. évi IV. törvény 175. § (1) és (3) bekezdés a) pontjába (a két kiskorú gyermek esetében, az e) pontjába is) ütköző és aszerint minősülő aljas indokból vagy célból, részben tizennyolcadik életévét be nem töltött személy sérelmére elkövetett személyi szabadság megsértését is.